# Kristen Bujnowski
Kristen Bujnowski (London, 14 de marzo de 1992) es una deportista canadiense que compite en bobsleigh en la modalidad doble.
Ganó tres medallas en el Campeonato Mundial de Bobsleigh, en los años 2019 y 2020. Participó en los Juegos Olímpicos de Pekín 2022, ocupando el quinto lugar en la prueba doble.

## Palmarés internacional
| Campeonato Mundial | Campeonato Mundial   | Campeonato Mundial | Campeonato Mundial |
| Año                | Lugar                | Medalla            | Prueba             |
| ------------------ | -------------------- | ------------------ | ------------------ |
| 2019               | Whistler (Canadá)    | Medalla de plata   | Equipo             |
| 2019               | Whistler (Canadá)    | Medalla de bronce  | Doble              |
| 2020               | Altenberg (Alemania) | Medalla de bronce  | Doble              |